# Кальтвассер, Франц Георг
Франц Георг Кальтвассер (нем. Franz Georg Kaltwasser) (6 ноября 1927, Нордхаузен, Германия — 18 ноября 2011) — немецкий библиотечный деятель, Доктор философии (1953).

## Биография
Родился 6 ноября 1927 года в Нордхаузене. После окончания средней школы учился на психологическом, теологическом и философском факультетах в Бамберге и Мюнхене, после окончания учёбы устроился на работу в одно из издательств в Дюссельдорфе, но недолго проработав там решил связать свою жизнь с библиотечным делом и устроился на работу в Баварскую государственную библиотеку, но в 1958 году он был избран на должность директора земельной библиотеки в Кобурге, поскольку он не мог совмещать две должности одновременно, то временно уволился из первого заведения. В 1961 году вернулся обратно в Баварскую государственную библиотеку в связи с расформированием земельной библиотеки в Кобурге и в 1972 году был избран директором Баварской государственной библиотеки, данную должность он занимал вплоть до 1992 года. Во время нахождения на посту директора, фонды своевременно стали активно пополняться новыми книгами, удвоился объём комплектования и в соответствии с этим увеличилось и число читателей. Он ввёл автоматизацию библиотечных процессов, что стало причиной оптимизации библиотеки.
Скончался 18 ноября 2011 года, спустя 12 лет после празднования своего дня рождения.

## Научные работы
Основные научные работы посвящены улучшению качества работы Баварской государственной библиотеки. Автор многих научных работ.

## Членство в обществах
Состоял членом во многих научных обществах.

## Публикации
- Die Bibliothek als Museum. Von der Renaissance bis heute, dargestellt am Beispiel der Bayerischen Staatsbibliothek. Harrassowitz, Wiesbaden 1999, ISBN 3-447-03863-2.
- Bayerische Staatsbibliothek – wechselndes Rollenverständnis im Lauf der Jahrhunderte. Harrassowitz, Wiesbaden 2006, ISBN 978-3-447-05322-8.
- Bibliotheksarbeit – ausgewählte Aufsätze. Mit einem Schriftenverzeichnis 1953 bis 2007. Harrassowitz, Wiesbaden 2007, ISBN 978-3-447-05627-4.